# Linda Saphan
Linda Saphan est une artiste contemporaine cambodgienne  née à Phnom Penh (Cambodge) en 1975.
Elle expose pour la première fois en 2004, au Cambodge, puis l'année suivante aux États-Unis, en Birmanie, en France et au Cambodge.
Elle étudie l'anthropologie à Paris et soutient une thèse d'anthropologieen 2007 sur "la renaissance des espaces publics à Phnom Penh". Elle est l'auteur en 2010 du livre "La Vie Sociale Des Espaces Publics Phnom Penh".
Elle est à l'origine, avec Sopheap Pich, de Visual Arts Open, une exposition qui en décembre 2005 fonde l'art contemporain cambodgien,.
Ses œuvres exposées lors de VAO tiennent à la fois de la peinture, avec des reproductions à l'huile d'enseignes de salons de coiffure cambodgiens, sur lesquelles les visages sont beaucoup plus noirs qu'en réalité (une façon d'aller à contre-sens des normes de la beauté, préconisant la peau claire), et de l'installation, avec des graines déposées sur un tapis de grains de riz, dans lesquelles ont été incrustées des photos de cambodgiens tués par les khmers rouges.